# Neununddreißigneunzig
Neununddreißigneunzig oder 39,90 (Originaltitel: 99 francs) ist ein 2001 erschienener Roman von Frédéric Beigbeder, der von Brigitte Grosse übersetzt und 2007 von Jan Kounen verfilmt wurde. Roman und Film tragen autobiografische Züge.

## Entstehung
Michel Houellebecq forderte Frédéric Beigbeder, als dieser bei der Werbeagentur Young & Rubicam angestellt war, auf, einen Roman über das zu schreiben, was hinter den Kulissen der Werbung vorgeht. Beigbeder schrieb diesen Roman mit Insiderwissen und in der festen Absicht, gekündigt zu werden. Der Titel 39,90 steht für den Verkaufspreis von DM 39,90 für die deutsche Erstausgabe. Als Taschenbuch (ISBN 3-499-23324-X) wurde es dann für EUR 9,90 verkauft, wobei auf dem Titel die 3 nur grau ist, so dass 9,90 in Orange als Verkaufspreis hervorsticht.

## Inhalt
Der Roman erzählt die Geschichte Octave Parangos, der in der Werbebranche als Kreativer – er selbst nennt sich "Weltverschmutzer" – tätig ist. Octave schildert seine Gefühle gegen die Konsumwelt und vor allem gegen die Verantwortungslosigkeit der Werbung, die er produziert. Der Ich-Erzähler will seinen Text nicht als Anklage des heutigen Kapitalismus verstanden wissen, sondern als Beichte, durch die er sich Ablass erhofft. Octave geht immer wieder auf seinen vermeintlichen Traumjob ein, den er nur durch den exzessiven Kokainkonsum, käufliche Liebe und Zynismus ertragen kann. Seine schwangere Frau Sophie vernachlässigt er, bis sie ihn verlässt und sich schließlich umbringt.
Letztlich schafft es Octave trotz seiner Provokationen nicht, gekündigt zu werden. Im Gegenteil, nach dem Tod seines Vorgesetzten Marc Marronnier wird er sogar befördert. Mit einem Werbespot gewinnt er außerdem den Goldenen Löwen in Cannes. Beim Dreh des Spots in Florida tingelt Octave mit seinem Kollegen durch das Nachtleben von Miami. Aus Langeweile oder Überdruss dringen sie schließlich in die Villa einer Rentnerin ein, foltern und töten sie – angeblich, weil sie "Besitzerin eines Pensionsfonds" ist. Der Mord wird von Überwachungskameras gefilmt, die Täter werden identifiziert und schließlich bei der Preisverleihung in Cannes verhaftet. Octaves Erzählung endet im Gefängnis, wo er den Selbstmord seiner Exfreundin betrauert.
Im letzten Kapitel erfährt der Leser, dass Marc nicht tot ist, sondern sich nur in die Karibik abgesetzt hat. Er lebt dort zusammen mit Sophie und ihrer Tochter auf einer Insel von Aussteigern. Marc Marronnier ist der Held der Romantrilogie Beigbeders.

## Analyse
In sechs Kapiteln durchleuchtet der Ich-Erzähler die Werbebranche und prangert die einhergehende Dekadenz des Geschäfts an. Der Plot des Buches steht im Hintergrund. In jedem Kapitel, (Ich, Du, Er, Wir, Ihr und Sie) zeigt der Erzähler die Werbebranche und ihr Verhältnis zur Gesellschaft in einer anderen grammatischen Person und wechselt dadurch die Perspektiven für den Leser – den Konsumenten. Er versucht deutlich zu machen, dass die heutige Werbeindustrie nach Mechanismen der Propaganda totalitärer Staaten funktioniere. Um dies zu belegen, greift der Erzähler Auswirkungen von realen Werbekampagnen auf und vergleicht sie mit Propaganda, z. B. des Nationalsozialismus, und zitiert Goebbels, dessen Strategien der Massenbeeinflussung auch in der heutigen Werbung Verwendung fänden.
Die Sprache des Romans ist direkt, reißerisch und plakativ, wie Werbung selbst: Konsumenten, oder die Gesellschaft werden beispielsweise als „Mongoloide unter 50“ bezeichnet. Der Protagonist Octave, der als ehemaliger Idealist zu einem frustrierten Beobachter der Werbeindustrie geworden ist, gerät im Verlauf des Romans in den Hintergrund und man erlebt ihn nur mehr als Teil der Maschinerie.

## Verfilmung
Der Regisseur Jan Kounen verfilmte 2007 den Bestseller unter dem gleichnamigen Titel 39,90 mit Jean Dujardin in der Hauptrolle, der am 31. Juli 2008 in die deutschen Kinos kam.

## Sonstiges
99 Franc entsprechen 15,09 € und 29,52 DM. In Frankreich wird das Buch mittlerweile auch als 14,99 euros vertrieben.

## Weblink
- Daniel-Dylan Böhmer: "Von Gier und Krieg" – Besprechung im Spiegel vom 10. Mai 2001